# The Boy Next Door
The Boy Next Door är en amerikansk erotisk/psykologisk thrillerfilm från 2015 i regi av Rob Cohen och med manus skrivet av Barbara Curry. Filmens huvudpersoner spelas av Jennifer Lopez, Ryan Guzman och Ian Nelson, medan de övriga rollerna bland annat spelas av John Corbett och Kristin Chenoweth. Filmen handlar om en 19-åring (Guzman), som efter att ha haft ett one-night stand tillsammans med sin high school-lärare (Lopez), börjar utveckla en farlig och våldsam besatthet för henne. 
Filmen hade biopremiär i Sverige den 6 mars 2015, utgiven av Universal Pictures.

## Rollista
| Jennifer Lopez    | – Claire Peterson      |
| Ryan Guzman       | – Noah Sandborn        |
| Ian Nelson        | – Kevin Peterson       |
| John Corbett      | – Garrett Peterson     |
| Kristin Chenoweth | – Vicky Lansing        |
| Lexi Atkins       | – Allie Callahan       |
| Hill Harper       | – Rektor Edward Warren |
| Travis Schuldt    | – Ethan                |
| Brian Mahoney     | – Cooper               |
| Adam Hicks        | – Jason Zimmer         |
| François Chau     | – Detektiv Johnny Chou |
| Bailey Chase      | – Benny                |